# ایکدا ناگایوشی
ایکدا ناگایوشی (به ژاپنی: 池田 長吉) (۱۵۷۰–۱۶۱۴) یک سامورایی، دایمیو از دوره دوره آزوچی-مومویاما تا اوایل دوره ادو بود. او سومین پسر ایکدا تسونه‌اوکی بود. وی در سال ۱۵۸۱ به فرزندخواندگی تویوتومی هیده‌یوشی درآمد. در نبرد سکیگاهارا همراه برادرش که او نیز فرزندخوانده هیده‌یوشی بود، به سپاه توکوگاوا ایه‌یاسو پیوست و با خاندان تویوتومی جنگید. 